# Маргарет Келлі
Маргарет Келлі  (англ. Maggie Kelly-Hohmann, 22 вересня 1956) — британська плавчиня, олімпійська медалістка.

## Виступи на Олімпіадах
| Олімпіада     | Дисципліна                    | Місце     |
| ------------- | ----------------------------- | --------- |
| Монреаль 1976 | плавання на 100 метрів брасом | 7         |
| Монреаль 1976 | плавання на 200 метрів брасом | 7         |
| Монреаль 1976 | комплексна естафета 4 × 100   | 6         |
| Москва 1980   | плавання на 100 метрів брасом | 4         |
| Москва 1980   | плавання на 200 метрів брасом | 3 h1 r1/2 |
| Москва 1980   | комплексна естафета 4 × 100   | 2         |
| Сеул 1988     | плавання на 100 метрів брасом | 20        |